# Krogulna

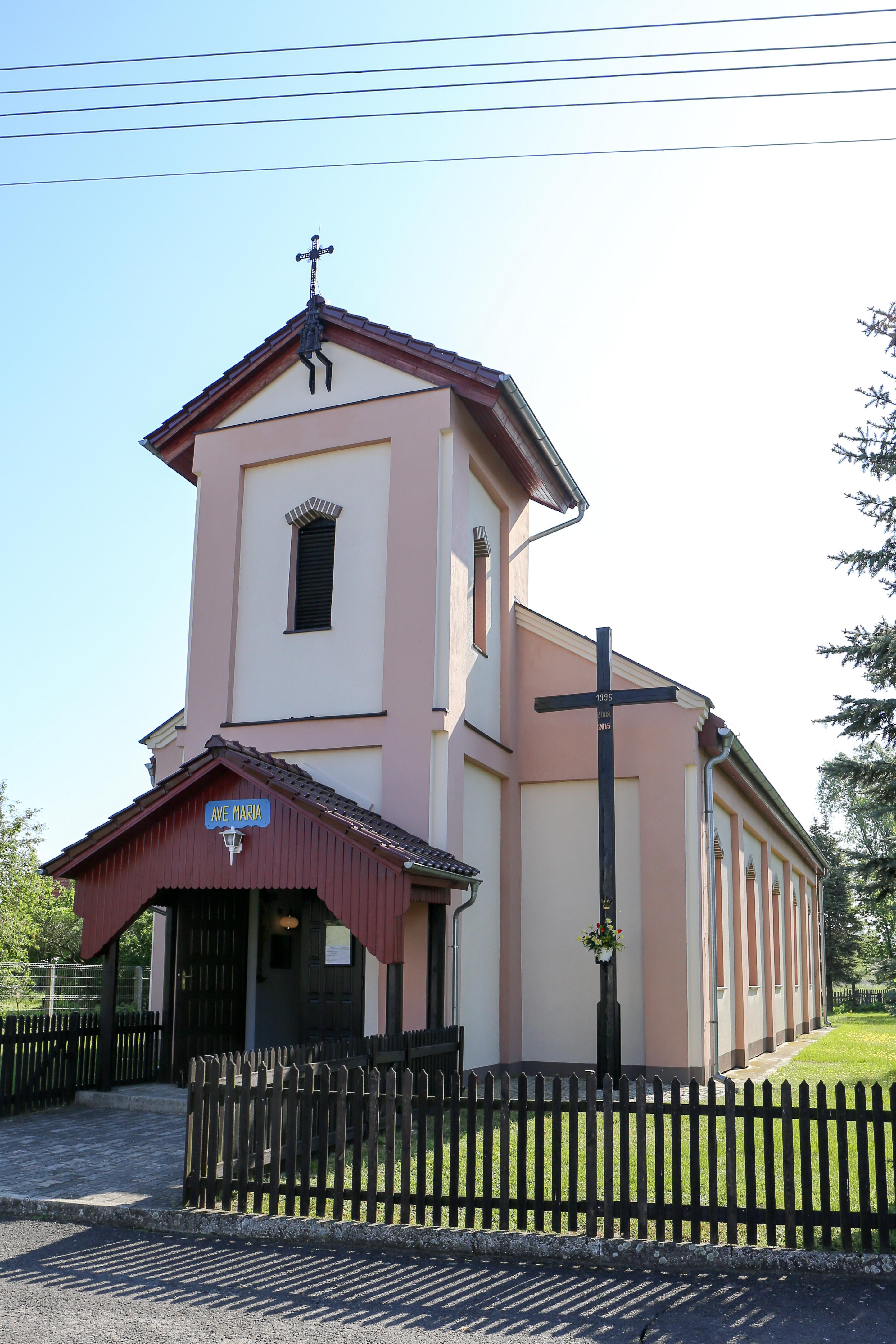
Kapelle

Krogulna (deutsch Krogullno) ist eine Ortschaft in Oberschlesien. Krogulna liegt in der Gmina Pokój im Powiat Namysłowski in der polnischen Woiwodschaft Opole.

## Geographie

### Geographische Lage
Krogulna liegt drei Kilometer nordwestlich vom Gemeindesitz Pokój (Bad Carlsruhe), 18 Kilometer südöstlich von der Kreisstadt Namysłów (Namslau) und 31 Kilometer nördlich von der Woiwodschaftshauptstadt Opole (Oppeln). Der Ort liegt an der Grenze zu Niederschlesien.
Der Ort liegt in der Nizina Śląska (Schlesische Tiefebene) innerhalb der Równina Oleśnicka (Oelser Ebene). Krogulna liegt am linken Ufer des Stober, einem rechten Zufluss der Oder. Krogulna liegt im Landschaftsschutzpark Stobrawski. Durch den Ort verläuft die Woiwodschaftsstraße Droga wojewódzka 454.

### Nachbarorte
Nachbarorte von Krogulna sind im Norden Miejsce (Städtel) und im Südosten Zieleniec (Gründorf) und im Süden Domaradz  (Dammratsch).

## Geschichte
Das Dorf wurde 1309 erstmals erwähnt. Der Ortsname Krogullna-Gründorf wurde 1644 erstmals erwähnt.
Nach dem Ersten Schlesischen Krieg 1742 fiel Krogullno mit dem größten Teil Schlesiens an Preußen. 1767 wurde im Ort eine evangelische Schule eingerichtet.
Nach der Neuorganisation der Provinz Schlesien gehörte die Landgemeinde Krogullno ab 1816 zum Landkreis Oppeln im Regierungsbezirk Oppeln. 1845 bestanden im Dorf eine evangelische Schule, eine Ziegelei, ein Frischfeuer, ein hoher Ofen sowie 85 Häuser. Im gleichen Jahr lebten in Krogullno 666 Menschen, davon 283 katholisch und 16 jüdisch. 1874 wurde der Amtsbezirk Carlsruhe gegründet, welche die Landgemeinden Carlsruhe, Krogullno und Seidlitz und die Gutsbezirk Carlsruhe und Dammer’scher Forst umfasste.
Bei der Volksabstimmung in Oberschlesien am 20. März 1921 stimmten 903 Wahlberechtigte für einen Verbleib bei Deutschland und 9 für Polen. Im Gutsbezirk Krogullno-Gründorf stimmten 138 Personen für Deutschland und niemand für Polen. Krogullno-Gründorf verblieb beim Deutschen Reich. 1933 lebten im Ort 1.379 Einwohner. Am 19. Mai 1936 wurde der Ort in Stobertal umbenannt. 1939 hatte der Ort 1.233 Einwohner. Bis 1945 befand sich der Ort im Landkreis Oppeln.
1945 kam der Ort infolge des Zweiten Weltkrieges an Polen, wurde in Krogulna umbenannt und der Woiwodschaft Schlesien angeschlossen. 1950 kam der Ort zur Woiwodschaft Opole. 1999 kam der Ort zum Powiat Namysłowski.

## Sehenswürdigkeiten
- Hist. Mühlengebäude
- Dorfteich